# 崇正中學

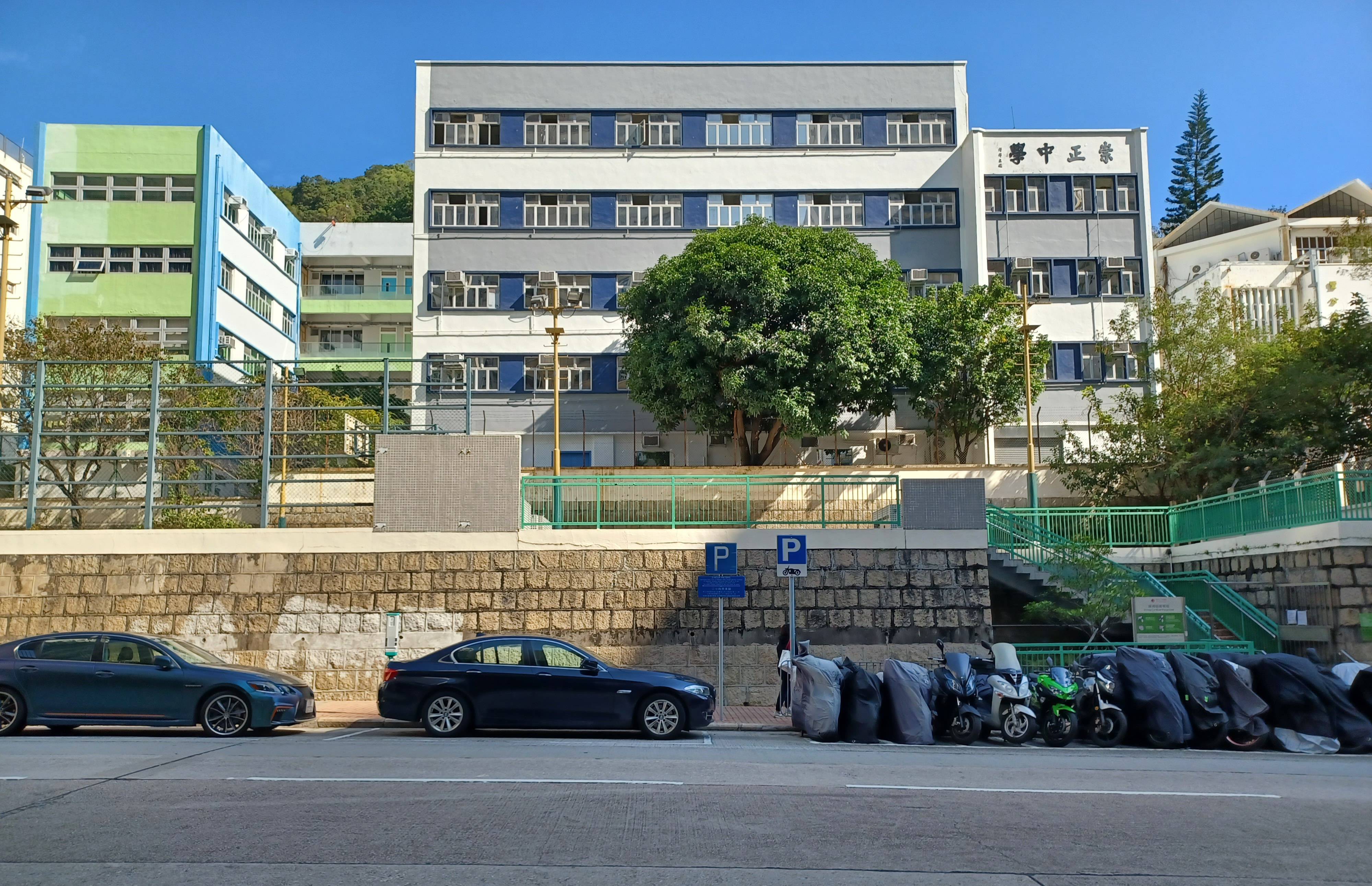
翻油後的校舍（2023年1月）

崇正中學（英語：Tsung Tsin Middle School）為香港崇正總會屬下之中學，崇正總會董事會於1947年5月議決籌辦崇正中學，在跑馬地摩利臣山道崇正會館2樓闢作臨時課室上課，政府旋即撥地3萬呎建校址，海外客屬團體熱烈捐款籌建校舍。2025年8月，教育局勒令該校停辦。

## 校政管理
歷任校監
- 陳樹桓 先生[1]
- 鍾錦泉 先生[2]
- 林翼中 先生[3]
- 黃石華 先生[4]
- 黎錦文 先生
- 黃華安 先生 (末任)

歷任校長
- 江紹淹 先生[5]
- 陳樹桓 先生[1]
- 1965年至1966年：周覺識 先生[6][7]
- 1966年至？：李寶棨 先生[3][8]
- 鍾偉光 先生[4]
- 姚省潘 先生
- 董福 先生[9] (末任)

## 學校歷史
崇正中學前身為香港崇正總會於1922年創立的崇正義學。鑑於太平洋戰爭爆發，總會於1947年復辦義學，同年決定擴大學校規模，增設中學部，終在1957年成立崇正中學，營辦中學初年已開設高中一年級。1959年，崇正總會計劃擴建校舍，於是著手籌備建立新校事宜，廣利道的新校舍如是於1965年落成。校舍樓高5層，呈L型，地下設禮堂，5樓設實驗室，有標準課室17間。這校舍曾用作崇正小學的上課地點。直至1981年，崇正中學附屬小學停辦，這座校舍才重新由中學部使用。
後來辦學團體於1993年成立香港崇正中學有限公司，以慈善團體名義開始獨立營運學校。該校的女子籃球隊曾於2006年在學界精英組賽事獲得冠軍。男子隊亦奪得九龍區第三組別的冠軍。女子組在2007年於同一賽事成功衛冕，隊中數名隊員更入選香港青年軍。男子隊則獲精英組季軍。到了2009年，該校男子足球隊於學界精英組賽事奪得冠軍。2015年9月，校方與朗思國際學校簽訂合作栛議，朗思出任崇正中學國際課程的課程總監。2018年，崇正中學與牛津國際教育達成協議，英國的牛津國際公學協助崇正中學提供IGCSE和A level國際高考課程，於10月22日正式開課。2018年11月因朗思在校舍內違規開辦朗思國際小學。逾200名學生停課3日後，小學生返回朗思原有的九龍塘界限街校舍復課，原有的國際中學生則在崇正中學原有校舍繼續上課。受事件影響，超過一半原本執教崇正朗思中學的教師不再續約，崇正中學決定停辦與朗思合作的中學課程，校方表示可轉讀崇正與牛津國際公學合作的課程。
2025年8月，教育局勒令該校停辦。

## 著名/傑出校友
小學部
- 黃家強：香港男歌手[14]
- 余允抗：香港電影導演及商人（1963年小六）[1]

中學部
- 劉俐：無綫電視前藝員
- 潘偉程：東亞運動會香港雙人跳水三米板銅牌得主
- 黃柏林：東亞運動會跳水項目運動員
- 蔡濟文：前香港男藝人

## 外部連結
- 崇正中學學校網頁
- 校歌下載